# Gökmen Özdenak
Gökmen Özdenak (Istanbul, 22 giugno 1947) è un ex calciatore turco, di ruolo attaccante.

## Palmarès
- Campionato turco: 4

Galatasaray: 1968-69, 1970-71, 1971-72, 1972-73
- Coppa di Turchia: 2

Galatasaray: 1972-73, 1975-76
- Supercoppa di Turchia: 2

Galatasaray: 1969, 1972
- Coppa del Cancelliere: 2

Galatasaray: 1974-75, 1978-79